# Fantaisie sur Carmen
Pour les articles homonymes, voir Fantaisie et Carmen.
Fantaisie sur Carmen ou Carmen-Fantaisie, op. 25, est une fantaisie concertante pour violon et orchestre du compositeur et violoniste espagnol Pablo de Sarasate, composée en 1883 sur le thème des plus célèbres airs de l'opéra-comique Carmen de Georges Bizet.
Cette œuvre contient une adaptation de l'aragonaise, de l'habanera (L'amour est un oiseau rebelle ), d'un interlude, de la séguédille (Près des remparts de Séville) et de la Danse des gitans (Les tringles des sistres tintaient) en finale de l'opéra.

## Histoire

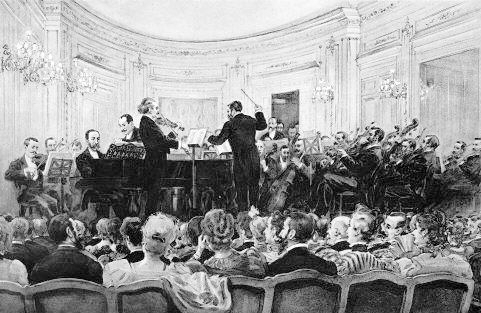
Concert de Pablo de Sarasate, salle Pleyel à Paris, en 1896.

Pablo de Sarasate est âgé de 39 ans lorsque ce compositeur et virtuose du violon espagnol compose avec succès cette fantaisie concertante instrumentale, inspirée de l'opéra-comique Carmen de Georges Bizet, elle même inspirée de musique espagnole et musique romantique du XIXe siècle, une de ses œuvres les plus connues, dédiée au violoniste-compositeur autrichien Josef Hellmesberger (père). 
Pablo de Sarasate créé cette œuvre le 17 avril 1881 à Madrid, avec la Sociedad de Conciertos de Madrid du chef Mariano Vázquez Gómez (es). 

## Mouvements
L'œuvre est composée d'une introduction et de cinq mouvements :
1. Allegro moderato: après une courte introduction de l'orchestre, le violon joue sur un thème de l'Aragonaise, l'entracte du 4e acte. Le violon utilise des glissandos, des notes harmoniques et des pizzicatos.
2. Moderato: ce mouvement emploie des thèmes, très ornés, de la Habanera de l'acte 1 (« L'amour est un oiseau rebelle »).
3. Lento assai: le thème de ce mouvement est celui de Carmen qui se moque de Zuniga dans l'acte 1 (« Tra la la … Coupe-moi, brûle-moi »); il se termine en notes harmoniques.
4. Allegro moderato: la Seguidilla de l'acte 1 (« Près des remparts de Séville ») est jouée avec des ornements comprenant des pizzicati, des trilles, des glissandos.
5. Moderato: ce mouvement est basé sur la scène du début du 2e acte où Carmen et ses amies Frasquita et Mercédès s'amusent avec Zuniga et d'autres officiers (« Les tringles des sistres tintaient »); il se termine dans un tempo accéléré très virtuose.

## Orchestration
| Instrumentation de la Fantaisie sur Carmen                                                   |
| Cordes                                                                                       |
| 1 violon solo, premiers violons, seconds violons, altos, violoncelles, contrebasses, 1 harpe |
| Bois                                                                                         |
| 2 flûtes, dont une jouant du piccolo 2 hautbois, 2 clarinettes en la, 2 bassons              |
| Cuivres                                                                                      |
| 4 cors (2 en fa, 2 en ré), 2 trompettes en la, 3 trombones                                   |
| Percussions                                                                                  |
| timbales en la et ré                                                                         |